# Left Behind (Arrow)
Left Behind es el décimo episodio de la tercera temporada y quincuagésimo sexto episodio a lo largo de la serie de televisión estadounidense de drama y ciencia ficción, Arrow. El episodio fue escrito por Marc Guggenheim y Erik Oleson y dirigido por Glen Winter. Fue estrenado el 21 de enero de 2015 en Estados Unidos por la cadena The CW.
A raíz de la pelea entre Oliver y Ra's al Ghul, Diggle y Arsenal continúan protegiendo la ciudad en ausencia de la Flecha y después de tres días sin recibir noticias de Oliver, comienzan a temer lo peor, sin embargo, Felicity se niega a creer que Oliver pudo haber muerto en el enfrentamiento hasta que Merlyn hace una visita sorpresa. Por otra parte, Thea sospecha que hay algo más en la desaparición de su hermano y acude a su padre en busca de un favor. Finalmente, Ray pone a prueba una parte de su exoesqueleto y Laurel se pone el traje de Canario Negro.

## Elenco
- Stephen Amell como Oliver Queen/la Flecha.
- Katie Cassidy como Laurel Lance/Canario.
- David Ramsey como John Diggle.
- Willa Holland como Thea Queen.
- Emily Bett Rickards como Felicity Smoak.
- Colton Haynes como Roy Harper/Arsenal.
- John Barrowman como Malcolm Merlyn/Arquero Oscuro.
- Paul Blackthorne como el capitán Quentin Lance.

## Continuidad
- El episodio marca la primera aparición de Laurel Lance como Canario Negro y de Danny Brickwell..
- Ray Palmer prueba parte de su exoesqueleto.
- Thea le pide a Malcolm Merlyn que busque a su hermano, encontrando únicamente la espada de Ra's Al Ghul con la sangre de Oliver, la cual le da a Felicity.
- Oliver es salvado por Maseo y Tatsu de morir, reencontrándose con la pareja después de cinco años.

## Desarrollo

### Producción
La producción de este episodio comenzó el 10 de octubre y terminó el 21 de octubre de 2014.

### Filmación
El episodio fue filmado del 22 de octubre al 31 de octubre de 2014.

### Casting
El 20 de octubre se dio a conocer que Vinnie Jones fue elegido para dar vida a Danny Brickwell en un arco argumental de tres episodios.